# Siebel Systems
Siebel Systems, Inc. era una software house che si occupava principalmente del design, sviluppo, marketing e supporto di applicazioni CRM. La società era stata fondata da Thomas Siebel nel 1993.
Inizialmente i prodotti principali riguardavano la sales force automation (SFA), tuttavia in seguito l'ambito di business si è esteso fino a comprendere tutto il mercato CRM. Dalla fine degli anni '90 Siebel system è diventato leader nel mercato di soluzioni a supporto del CRM, coprendo il 45% del mercato nel 2002.
Il 12 settembre 2005 Siebel è stata acquistata da Oracle Corporation per 5,8 miliardi di dollari e incorporando il nome Siebel tra i brand posseduti.

## Cronologia
- 1993: Siebel Systems, Inc. viene fondata da Thomas Siebel e Patricia House.
- 1995: Siebel distribuisce Siebel Sales Enterprise, il software per la sales force automation.
- 1996: Siebel diventa una public company.
- 2000: Gli introiti sorpassano il miliardo di dollari.
- 2006: Oracle Corporation acquisisce Siebel Systems.